# Diferença simétrica

Diagrama de Venn de
A diferença simétrica é
a união tirando a interseção:

Em matemática, a diferença simétrica de dois conjuntos é o conjunto de elementos que estão em um dos conjuntos, e não em sua interseção. A diferença simétrica dos conjuntos A e B é comumente denotada por
{\displaystyle A\,\triangle \,B,}
ou
{\displaystyle A\ominus B,}
ou
{\displaystyle A\oplus B.}
Por exemplo, a diferença simétrica dos conjuntos {\displaystyle \{1,2,3\}} e {\displaystyle \{3,4\}} é {\displaystyle \{1,2,4\}}.
O conjunto das partes de qualquer conjunto torna-se um grupo abeliano sob a operação de diferença simétrica, sendo o conjunto vazio como o elemento neutro do grupo e cada elemento deste grupo o seu próprio inverso. O conjunto das partes de qualquer conjunto se torna um anel booleano usando a diferença simétrica como a adição do anel e intersecção como a multiplicação do anel.

## Propriedades

Diagrama de Venn de

A diferença simétrica é equivalente à união de ambas as diferenças, que é:
{\displaystyle A\,\triangle \,B=(A\smallsetminus B)\cup (B\smallsetminus A),\,}
A diferença simétrica também pode ser expressa usando a operação XOR, ⊕, sobre os predicados que descrevem os dois conjuntos da seguinte forma:
{\displaystyle A\,\triangle \,B=\{x:(x\in A)\oplus (x\in B)\}.}
A diferença simétrica também pode ser expressa como a união de dois conjuntos, menos a sua interseção:
{\displaystyle A\,\triangle \,B=(A\cup B)\smallsetminus (A\cap B),}
Em particular, {\displaystyle A\triangle B\subseteq A\cup B}; a igualdade na inclusão não-estrita ocorre se, e somente se, {\displaystyle A} e {\displaystyle B} são conjuntos disjuntos. Além disso, se denotamos {\displaystyle D=A\triangle B} e {\displaystyle I=A\cap B}, então {\displaystyle D} e {\displaystyle I} sempre são disjuntos, e portanto {\displaystyle D} e {\displaystyle I} formam uma partição de {\displaystyle A\cup B}. Consequentemente, assumindo interseção e diferença simétrica como operações primitivas, a união de dois conjuntos pode ser bem definido em termos de diferença simétrica pelo lado direito da igualdade
{\displaystyle A\,\cup \,B=(A\,\triangle \,B)\,\triangle \,(A\cap B)}.
A diferença simétrica é comutativa e associativa (e, consequentemente, o conjunto de parênteses na expressão anterior foi, portanto, desnecessário):
{\displaystyle A\,\triangle \,B=B\,\triangle \,A,\,}
{\displaystyle (A\,\triangle \,B)\,\triangle \,C=A\,\triangle \,(B\,\triangle \,C).\,}
A primeira dessas (comutatividade) tem sua demonstração com poucos e simples passos, uma vez que sabemos que a união também é comutativa:
{\displaystyle A\,\triangle \,B=(A\smallsetminus B)\cup (B\smallsetminus A)=(B\smallsetminus A)\cup (A\smallsetminus B)=B\,\triangle \,A}
Já a segunda, a associatividade, exige um pouco mais de passos para sua demonstração:
{\displaystyle (A\,\triangle \,B)\,\triangle \,C=((A\,\triangle \,B)\smallsetminus C)\cup (C\smallsetminus (A\,\triangle \,B))=(((A\smallsetminus B)\cup (B\smallsetminus A))\smallsetminus C)\cup (C\smallsetminus ((A\smallsetminus B)\cup (B\smallsetminus A)))}
A partir daí, vamos separar a expressão em duas partes para prosseguir a demonstração. A primeira parte da expressão será o lado esquerdo do operador de união principal, onde usaremos a propriedade de distributividade pela esquerda da diferença de conjuntos, depois a propriedade de "diferença da união":
{\displaystyle ((A\smallsetminus B)\cup (B\smallsetminus A))\smallsetminus C=((A\smallsetminus B)\smallsetminus C)\cup ((B\smallsetminus A)\smallsetminus C)=(A\smallsetminus (B\cup C))\cup (B\smallsetminus (A\cup C))}
Na segunda parte da expressão principal, serão utilizadas propriedades de complemento de conjuntos (encontradas na mesma página sobre diferença de conjuntos), novamente a propriedade de diferença da união, além de propriedades de distributividade entre união e intersecção:
{\displaystyle C\smallsetminus ((A\smallsetminus B)\cup (B\smallsetminus A))=(C\smallsetminus (A\smallsetminus B))\smallsetminus (B\smallsetminus A)=C\cap (A\smallsetminus B)^{\complement }\cap (B\smallsetminus A)^{\complement }=C\cap (A^{\complement }\cup B)\cap (B^{\complement }\cup A)=}
{\displaystyle C\cap ((A^{\complement }\cap (B^{\complement }\cup A))\cup (B\cap (B^{\complement }\cup A)))=C\cap ((A^{\complement }\cap B^{\complement })\cup (B\cap A))=(C\smallsetminus (A\cup B))\cup (C\cap B\cap A)}
Por fim, ao juntar essas duas partes, substituindo na expressão inicial suas equivalências encontradas e utilizando as propriedades de comutatividade, temos:
{\displaystyle (A\,\triangle \,B)\,\triangle \,C=(A\smallsetminus (B\cup C))\cup (B\smallsetminus (A\cup C))\cup (C\smallsetminus (A\cup B))\cup (C\cap B\cap A)=}
{\displaystyle (B\smallsetminus (C\cup A))\cup (C\smallsetminus (B\cup A))\cup (A\smallsetminus (B\cup C))\cup (A\cap C\cap B)=(B\,\triangle \,C)\,\triangle \,A=A\,\triangle \,(B\,\triangle \,C)\,\,\,\,\,\,\,\,\,\,\,\,\,\,\,\,\,\Box }
O conjunto vazio é neutro, e cada conjunto é o seu próprio inverso:
{\displaystyle A\,\triangle \,\varnothing =A,\,}
{\displaystyle A\,\triangle \,A=\varnothing .\,}
A intersecção é distributiva em relação à diferença simétrica:
{\displaystyle A\cap (B\,\triangle \,C)=(A\cap B)\,\triangle \,(A\cap C),}
e isso mostra que o conjunto de potência de X torna-se um anel com diferença simétrica como a adição e a intersecção de multiplicação. Este é um exemplo de um anel booleano.
Mais propriedades da diferença simétrica:
- {\displaystyle (A\smallsetminus B)\triangle \,B\,=\,A\cup B}
- {\displaystyle A\,\triangle \,B\,=\,A^{\complement }\triangle \,B^{\complement }}, tal que {\displaystyle A^{\complement }} e {\displaystyle B^{\complement }} são os complementares de {\displaystyle A} e {\displaystyle B}, respectivamente, relativo a qualquer conjunto fixo que contenha ambos os conjuntos.

- {\displaystyle \left(\bigcup _{\alpha \in {\mathcal {I}}}A_{\alpha }\right)\triangle \left(\bigcup _{\alpha \in {\mathcal {I}}}B_{\alpha }\right)\subseteq \bigcup _{\alpha \in {\mathcal {I}}}\left(A_{\alpha }\triangle B_{\alpha }\right)}, se {\displaystyle {\mathcal {I}}} é um conjunto de índices arbitrário porém não vazio

- Se {\displaystyle f:S\rightarrow T} é qualquer função e {\displaystyle A,B\subseteq T} são conjuntos em codomínios de {\displaystyle f}{\displaystyle f^{-1}\left(A\Delta B\right)=f^{-1}\left(A\right)\Delta f^{-1}\left(B\right)}.

A diferença simétrica pode ser definida em qualquer álgebra Booleana da seguinte maneira:
{\displaystyle x\,\triangle \,y=(x\lor y)\land \lnot (x\land y)=(x\land \lnot y)\lor (y\land \lnot x)=x\oplus y.}
Esta operação tem as mesmas propriedades que a diferença simétrica de conjuntos.

## Diferença simétrica em espaços de medida
Enquanto houver uma noção de "quão grande " é um conjunto, a diferença simétrica entre dois conjuntos pode ser considerada uma medida de quão "longe" eles estão.
Primeiro, considere um conjunto finito S e a medida de contagem em subconjuntos dada pelo seu tamanho. Agora, considere dois subconjuntos de S e defina distância como o tamanho da sua diferença simétrica. Esta distância é, na verdade, uma métrica de modo que o conjunto das partes de S é um espaço métrico. Se S tem n elementos, então a distância a partir do conjunto vazio de S é n, e este é o máximo de distância, para qualquer par de subconjuntos.
Usando as ideias da teoria da medida, a separação de conjuntos mensuráveis pode ser definida como a medida de sua diferença simétrica. Se μ é uma medida σ-finita definida em uma σ-algebra Σ, a função
{\displaystyle d_{\mu }(X,Y)=\mu (X\,\triangle \,Y)}
é uma pseudométrica em Σ. dμ torna-se uma métrica se Σ é considerada módulo da relação de equivalência X ~Y se, e somente se, {\displaystyle \mu (X\,\triangle \,Y)=0}. O espação métrico resultante é separável se e somente se L2(μ) é separável.
Se {\displaystyle \mu (X),\mu (Y)<\infty }, temos: {\displaystyle |\mu (X)-\mu (Y)|\leq \mu (X\,\triangle \,Y)}. De fato,
{\displaystyle {\begin{aligned}|\mu (X)-\mu (Y)|&=|(\mu (X\setminus Y)+\mu (X\cap Y))-(\mu (X\cap Y)+\mu (Y\setminus X))|\\&=|\mu (X\setminus Y)-\mu (Y\setminus X)|\\&\leq |\mu (X\setminus Y)|+|\mu (Y\setminus X)|\\&=\mu (X\setminus Y)+\mu (Y\setminus X)\\&=\mu ((X\setminus Y)\cup (Y\setminus X))\\&=\mu (X\Delta Y)\end{aligned}}}
Seja {\displaystyle S=\left(\Omega ,{\mathcal {A}},\mu \right)} um espaço de medida e sejam {\displaystyle F,G\in {\mathcal {A}}} e {\displaystyle {\mathcal {D}},{\mathcal {E}}\subseteq {\mathcal {A}}}.
A diferença simétrica é mensurável: {\displaystyle F\triangle G\in {\mathcal {A}}}.
Podemos escrever {\displaystyle F=G\left[{\mathcal {A}},\mu \right]} se, e somente se {\displaystyle \mu \left(F\triangle G\right)=0}. A relação "{\displaystyle =\left[{\mathcal {A}},\mu \right]}" é uma relação de equivalência em a conjuntos {\displaystyle {\mathcal {A}}}-mensuráveis.
Podemos escrever  {\displaystyle {\mathcal {D}}\subseteq {\mathcal {E}}\left[{\mathcal {A}},\mu \right]} se, e somente se, para cada {\displaystyle D\in {\mathcal {D}}} existir algum {\displaystyle E\in {\mathcal {E}}} de tal forma que {\displaystyle D=E\left[{\mathcal {A}},\mu \right]}. A relação "{\displaystyle \subseteq \left[{\mathcal {A}},\mu \right]}" é uma ordem parcial sobre a família de subconjuntos de {\displaystyle {\mathcal {A}}}.
Podemos escrever {\displaystyle {\mathcal {D}}={\mathcal {E}}\left[{\mathcal {A}},\mu \right]} se, e somente se, {\displaystyle {\mathcal {D}}\subseteq {\mathcal {E}}\left[{\mathcal {A}},\mu \right]} e {\displaystyle {\mathcal {E}}\subseteq {\mathcal {D}}\left[{\mathcal {A}},\mu \right]}. A relação "{\displaystyle =\left[{\mathcal {A}},\mu \right]}" é uma relação de equivalência entre os subconjuntos de {\displaystyle {\mathcal {A}}}.
O "fecho simétrico" de {\displaystyle {\mathcal {D}}} é o conjunto de todos os conjuntos {\displaystyle {\mathcal {A}}}-mensuráveis que são {\displaystyle =\left[{\mathcal {A}},\mu \right]} para algum {\displaystyle D\in {\mathcal {D}}}. O fecho simétrico de {\displaystyle {\mathcal {D}}} contém {\displaystyle {\mathcal {D}}}. Se {\displaystyle {\mathcal {D}}} é um sub-{\displaystyle \sigma }-álgebra de {\displaystyle {\mathcal {A}}}, o fecho simétrico em questão também será.

## Distância de Hausdorff vs. Diferença Simétrica

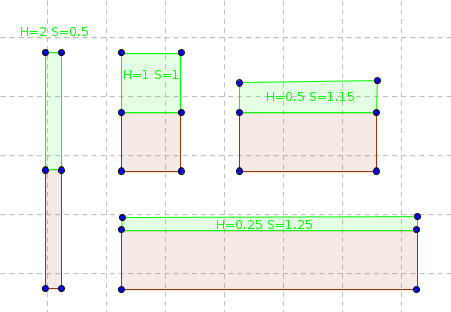
Duas sequências de formatos ilustrando as diferenças entre a distância de Hausdorff e a diferença simétrica.

A distância de Hausdorff e a (área da) diferença simétrica são ambos pseudométricas sobre o conjunto formas geométricas mensuráveis. No entanto, eles se comportam de forma bastante diferente. A figura ao lado mostra duas sequências de formas, "Vermelho" e "Vermelho ∪ Verde". Quando a distância de Hausdorff entre eles torna-se menor, a área da diferença simétrica entre eles torna-se maior, e vice-versa. Continuando estas sequências em ambas as direções, é possível obter duas seqüências tais que a distância de Hausdorff entre eles irá convergir para 0 e a distância simétrica irá divergir, ou vice-versa.